# Andréas Mavroyiánnis
Andréas D. Mavroyiánnis (grec moderne : Ανδρέας Δ. Μαυρογιάννης), né le 20 juillet 1956 à Agros, île de Chypre), est un diplomate et homme politique chypriote. 
Il est ministre adjoint auprès du président de la République, chargé des Affaires européennes, entre octobre 2011 et janvier 2013. Entre le 1er mars 2013 et la fin août 2013 il était Permanent Secretary (Secrétaire général) du ministère des Affaires étrangères de la république de Chypre. Depuis le 1er septembre 2013, il est le Négociateur pour la solution du problème chypriote de la part de communauté chypriote grecque. 
Du 23 juillet 2019 au 31 janvier 2021, il est ambassadeur - représentant permanent de la République de Chypre auprès de l'Organisation des Nations unies. En juillet 2021, il prend sa retraite de la fonction publique. 
Le 12 novembre 2021, il est élu membre da la Commission du droit international des Nations unies pour un mandat de cinq ans qui a commencé en 2023.
Il est aussi membre de la Global Rule of Law Commission

## Études
Diplômé en droit de l'université Aristote de Thessalonique,, il a suivi également suivi des études dans les universités françaises, université Panthéon-Assas, DEA de droit international, DEA de sciences politiques, et de université Paris-Nanterre, DEA de sociologie, doctorat de 3e cycle en sociologie politique. Il est également diplômé de l’Académie de droit international de La Haye, depuis 1984.

## Vie privée
Il était marié (1989 -2014) à feue Calliópe Efthyvoúlou-Mavroyiánnis, avec qui il a deux enfants : un fils Diomides, né en 1990 et une fille, Athéna, née en 1993. Il a épousé en secondes noces en juin 2021 Miss Lena Shamoun.

## Carrière professionnelle
Andréas Mavroyiánnis est d’abord universitaire, travaille comme assistant de recherche du professeur Pierre-Marie Dupuy à l'université Panthéon-Assas, dispense des cours à Chypre et à Athènes et publie des articles dans le domaine de la sociologie, du droit, de la philosophie, des sciences politiques et des questions européennes. Il est membre du Groupe européen de droit public. et membre du Board of Trustees of the European Law & Governance School. Il a publié de nombreux articles dans le domaine de la sociologie, de la science politique, du droit et de la philosophie. Sa nouvelle Το Γαλάζιο φουστάνι  (La robe bleue) a paru aux éditions A. Livanis (Athènes, 2015). Il est professeur des universités Associé de droit international public à l'université Frederick, de Nicosie.

### Au sein du ministère des Affaires étrangères
Il rejoint le corps diplomatique du ministère des Affaires étrangères de la république de Chypre en 1987. Il y a occupé divers postes. Il a été notamment affecté à l’ambassade de Chypre à Paris (1989-1993), été directeur du bureau du ministre des Affaires étrangères (1995 -1997 puis 2002-2003) puis secrétaire permanent par intérim du ministre des Affaires étrangères (mai 2003).
Entre septembre 1997 et juin 1999, il est en poste à Dublin en tant qu’ambassadeur de Chypre en Irlande. Entre juin 1999 et août 2002, il sera ambassadeur de Chypre en France, étant simultanément accrédité en tant qu’ambassadeur non résident de Chypre auprès de la Principauté d’Andorre, de la république de Tunisie et du royaume du Maroc.

### Au sein de l'Union européenne
Il a été ambassadeur, représentant permanent de Chypre auprès de l’Union européenne (août 2008-septembre 2011) avant d'être nommé ministre adjoint auprès du président de la République pour les Affaires européennes, le 3 octobre 2011.

### Au sein de l'Organisation des Nations unies
Ambassadeur, représentant permanent de Chypre auprès de l'Organisation des Nations unies entre août 2003 et juillet 2008, il a été simultanément accrédité en tant qu’ambassadeur non résident de Chypre auprès du Brésil et en tant que Haut-Commissaire de Chypre à Sainte-Lucie, Grenade et Antigua-et-Barbuda.
Il était président du Comité des Nations unies pour les relations avec le pays hôte (2003-2008).
Il a aussi présidé divers autres comités et Conférences au sein de l'Organisation, comme le Comité spécial de la Charte des Nations unies (session de 2005). Il a aussi été président de la 15e réunion des États parties à la Convention des Nations unies sur le droit de la mer (2005) et président de la 14e réunion des États Parties à la CEDAW, en 2006.
Il a été rapporteur de l'Assemblée des États membres de la Cour pénale internationale sur la question de l'établissement d'un mécanisme interne de supervision (2008).
Il a servi comme facilitateur, et ensuite comme conseiller du président de l'Assemblée générale, sur la question de la réforme du Conseil de sécurité et a présidé plus tard du overarching process qui a soumis au nom de plus de 60 États membres une proposition de réforme du Conseil de sécurité en mars 2008.
Il a été l’un des Vice-Présidents de la 62e session de l’Assemblée générale des Nations unies (2007-2008), l'un des vice-présidents et rapporteur général de la 3e Conférence internationale sur le financement du développement (Addis Abeba 13 - 16 juillet 2015)
Il était candidat pour la présidence de la 71e Session de l'Assemblée générale des Nations unies (2016-2017). Il a perdu l'élection du 13 juin 2016 par 90 voix contre 94 du candidat des Fidji, Peter Thompson.
Entre le 23 juillet 2019 et le 31 janvier 2021, il est, en plus de ses fonctions de négociateur, à nouveau l'Ambassadeur - Représentant Permanent de la république de Chypre auprès de l'Organisation des Nations unies à New York. Il était  le Président de la 5e commission de l'Assemblée générale des Nations unies (questions administratives et budgétaires) pour sa 74e session. Il était aussi le président du Comité des Relations avec le Pays Hôte. Il a aussi servi comme le vice-président du Comité pour la sélection du Procureur de la Cour pénale internationale (2019-2020).
Il prend sa retraite de la fonction publique le 1er août 2021.

## Fonctions politiques
Andréas Mavroyiánnis est membre du groupe de négociation de la partie chypriote grecque dans les pourparlers bicommunautaires en vue d’une solution du problème chypriote question chypriote, entre 2002 et 2008.
Il est ministre adjoint auprès du président de la république de Chypre, chargé des Affaires européennes, entre octobre 2011 et janvier 2013. Il est chargé de la préparation, de l'organisation et de la mise en œuvre de la présidence chypriote du Conseil de l'Union européenne au second semestre de 2012. En plus de la responsabilité politique d'ensemble pour la présidence, il préside le Conseil des affaires générales, étant, entre autres, responsable pour les négociations pour le cadre financier pluriannuel (MFF) 2014-2020, les budgets rectificatifs 2012 et le budget 2013, pour les relations interinstitutionnelles et la représentation du Conseil auprès du Parlement européen.
À partir du 1er septembre 2013, il assume la fonction de négociateur pour la solution du problème chypriote, nommé par le président Níkos Anastasiádis, en sa qualité de leader de la Communauté chypriote grecque, dans le cadre de la mission de bons offices du secrétaire général des Nations unies. Il quitte cette fonction en mai 2022
Il se présente comme candidat indépendant à  l'élection présidentielle de 2023 où il termine en seconde position au premier tour le 5 février avec 29,59 % des voix et se qualifie pour le second tour. Au second tour il obtient 48 % des voix  mais son opposant Nicos Christodoulides est élu avec 52 % des voix.

## Distinctions
- Officier de la Légion d'honneur de la République française (2015)
- Grand officier de l'ordre du Mérite diplomatique de la république de Roumanie (2012)
- Prix de créativité novatrice Yiannos Kranidiotis (2012)